# Elvis and Me
Elvis and Me (em português: Elvis e Eu) é um livro bibliográfico de 1985, escrito por Priscilla Presley e Sandra Harmon. No livro, Priscilla relata seu relacionamento de mais de 14 anos com o cantor Elvis Presley.  O livro foi publicado em 1985, em 1988, o livro foi adaptado para uma minissérie escrito por Joyce Eliason, dirigido por Larry Peerce, com Dale Midkiff como Elvis e Susan Walters como Priscilla. Em 2023, ganhou outra adaptação, dirigida e escrita pela diretora Sofia Coppola, Priscilla será protagonizado como Cailee Spaney.

## Elementos da história

### Memphis: a família de Elvis e Graceland
Priscilla escreveu que Elvis não aprovava o relacionamento de seu pai Vernon com a divorciada Dee Stanley e não compareceu ao casamento. Após o casamento, Elvis comprou uma casa em Dolan Drive, em Memphis, onde Vernon e sua nova esposa residiam. Nas raras ocasiões em que Dee Stanley-Presley veio a Graceland, Elvis fez o possível para pelo menos ser civilizado com sua madrasta.
Priscilla descreve como seu pai relutantemente permitiu que ela morasse em Memphis, Tennessee para ficar perto de Elvis. O arranjo inicial era que Priscilla moraria com Vernon e Dee enquanto frequentava uma escola católica de Memphis. Ao contrário desse arranjo, Priscilla gradualmente foi morar com Elvis.

### As noites com Elvis
As descrições de Priscilla das noites que ela passou com Elvis antes de seu casamento sugerem que a estrela não era abertamente sexual com ela. O casal se beijava e se acariciava, mas Elvis sempre interrompia as sessões de amassos antes que isso levasse a uma relação sexual real.
Ao descrever um "período de limpeza" na vida de Elvis, Priscilla afirma que "quaisquer tentações sexuais eram contra tudo o que ele buscava, e ele não queria me trair, a garota que o esperava em casa e que se preparava para ser sua esposa. "
De acordo com seu relato, Elvis disse a Priscilla que eles tinham que esperar até que se casassem antes de fazer sexo. Ele disse: "Não estou dizendo que não podemos fazer outras coisas. É apenas o encontro real. Quero salvá-lo." Priscilla acrescenta: "Com medo de não agradá-lo - de destruir minha imagem como sua garotinha - resignei-me à longa espera. Em vez de consumar nosso amor da maneira usual, ele começou a me ensinar outros meios de agradá-lo. Tínhamos um conexão forte, muito sexual. Nós dois criamos momentos emocionantes e selvagens.

## Controvérsias com o livro de Suzanne Finstad
No livro de Suzanne Finstad, Child Bride: The Untold Story of Priscilla Beaulieu Presley (em português: Criança Noiva: A História Não Contada de Priscilla Beaulieu Presley) (1997), foi dito um relato completamente diferente da vida de Priscilla Presley, pintou-a de uma forma bastante negativa e a descreveu como uma "criança selvagem" e "sexpot". As fontes deste livro são várias pessoas que conheceram bem Elvis e Priscilla, entre elas: muitos amigos da infância e adolescência de Priscilla, o meio-irmão de Elvis, Rick Stanley, Mike Edwards, as ex-namoradas de Elvis e as esposas dos rapazes da Máfia de Memphis. A autora escreve que Priscilla prometeu favores sexuais em troca de conhecer Elvis com Currie Grant, um ex-companheiro do cantor, casado, de 27 anos, e que ela não era virgem em sua noite de núpcias, pois ela e Elvis haviam dormido juntos em seu segundo encontro. O livro também diz que Priscilla não queria vir morar com Elvis, mas que seu casamento fazia parte de um idealizador da fama arquitetado por Priscilla e sua mãe, e que ela nunca amou Elvis. Finstad pega muitas citações que Priscilla fez e as chama de teia de mentiras.
Priscilla negou as acusações de Currie e processou-o por difamação com sucesso. Ela ganhou mais de £ 46.000 no processo. Ela queria £ 6 milhões de Grant. Finstad, "também, foi ameaçado com processos por Priscilla Presley e sua igreja (de Cientologia)." Não obstante, nem Finstad nem seu editor fizeram parte do processo.

## Adaptações

### Filme de 1988
Em 1988, o diretor Larry Peerce fez uma adaptação do livro para uma minissérie protagonizada por Susan Walters, Dale Midkiff, Linda Miller, Jon Cypher, Billy Green Bush, entre outros.

### Filme de Sofia Coppola
Em 2023, a diretora Sofia Coppola fez outra adaptação  do filme dessa vez intitulado como “Priscilla”. O filme consta com Cailee Spaeny e Jacob Elordi como Priscilla e Elvis.